# قشلاق شاه‌ولی (کلیبر)
قشلاق شاه‌ولی یکی از روستاهای استان آذربایجان شرقی است که در دهستان قشلاق بخش آبش‌احمد شهرستان کلیبر واقع شده‌است.